# Alex Cendron
Alex Cendron (Treviso, 2 agosto 1977) è un attore italiano.

## Biografia
Diplomato perito capotecnico in elettronica industriale, inizia a lavorare come operaio e magazziniere. Nel 2001 supera i provini di ammissione alla Civica accademia d'arte drammatica "Nico Pepe" di Udine, dove si diploma nel 2004.
Inizialmente recita soprattutto in produzioni indipendenti, ma collaborando anche con teatri stabili. Privilegia l'interpretazione di personaggi della drammaturgia contemporanea, recitando in testi di Pier Paolo Pasolini, Giovanni Testori, Renata Ciaravino, Sergio Pierattini, Francesca Sangalli e nel Cechov riscritto da Leo Muscato. È stato al fianco di Massimo Popolizio nel John Gabriel Borkman di Ibsen per la regia di Piero Maccarinelli, e poi in The Pride di Alexi Kaye Campbell diretto e al fianco di Luca Zingaretti. Dà vita al Don Milani di Leo Muscato e Laura Perini, e duetta al fianco di Amanda Sandrelli nella Locandiera Goldoniana riscritta da Francesco Niccolini.
Lavora in produzioni televisive Rai e in una manciata di film per il cinema interpretando piccoli ruoli al fianco di Claudio Bisio, Diego Abatantuono, Enrico Brignano, Neri Marcorè, Alessandro Gassmann, Marco Giallini; lavora anche in spot pubblicitari per molti prodotti commerciali. Si dedica a svariati cortometraggi con nuovi registi e si sperimenta egli stesso come regista in teatro nella trilogia Primidia - Midia - Rimidia. Nel 2016 prende parte alla serie televisiva The Editor Is in nel ruolo dell'editor, unico personaggio ad apparire in tutti gli episodi della serie.

## Filmografia

### Cinema
- Lintver, regia di Piero Tomaselli (2007)
- Project Genesis, regia di Alessio Fava - cortometraggio (2012)
- Il comandante e la cicogna, regia di Silvio Soldini (2012)
- Il principe abusivo, regia di Alessandro Siani (2013)
- Stai lontana da me, regia di Alessio Maria Federici (2013)
- Fish Heads, regia di Salvatore Castellana - cortometraggio (2013)
- La gente che sta bene, regia di Francesco Patierno (2014)
- Se Dio vuole, regia di Edoardo Falcone (2014)
- Leoni, regia di Pietro Parolin (2015)
- 23, regia di Elia Castangia (2023)

### Televisione
- Camera Café – serie TV, 32 episodi (2004)
- C'era una volta la città dei matti..., regia di Marco Turco – miniserie TV (2010)
- Sposami, regia di Umberto Marino – miniserie TV (2012)
- Un mondo nuovo, regia di Alberto Negrin – film TV (2014)
- 1992 – serie TV, episodio 1x01 (2015)
- The Editor Is In – serie TV, (2018)
- Rocco Schiavone – serie TV, episodio 2x03 (2018)
- Volevo fare la rockstar – serie TV, episodio 1x02 (2019)
- Vostro onore, regia di Alessandro Casale – miniserie TV (2022)
- Tipi da crociera - serie TV (2022)
- Brennero – serie TV, episodi 1x05-1x06 (2024)
- Uonderbois – serie TV, 1 episodio (2024)

## Teatro
- Il sogno di una cosa, regia di Andrea Collavino (2006)
- Cinque giorni di marzo, regia Giulio Baraldi (2007)
- Opera Notte, regia di Valeria Talenti (2007)
- Il ritorno, regia di Veronica Cruciani (2008)
- Gabbiano/il volo, regia di Leo Muscato (2009)
- Commedia all'improvviso, Arlecchino precario servitore di due amori, regia di Valeria Talenti (2008)
- Il fabbricone, regia di Marco Balbi (2010)
- Il gregario, regia di Sergio Pierattini (2010)
- MiDIA, l'uomo medio attraverso i media (2010)
- Un mondo perfetto, regia di Sergio Pierattini (2011)
- Il nulla – The void, regia Massimiliano Cividati (2011)
- Sospetti, S.U.S., regia di Bruno Fornasari (2011)
- RiMIDIA – lapocalisse, regia Alex Cendron (2011)
- Non si sa come di Luigi Pirandello, regia Pasquale Marrazzo (2011)
- Il processo di K, regia di Bruno Fornasari (2012)
- John Gabriel Borkman, regia Piero Maccarinelli (2012)
- Il misantropo di Molière, regia Antonio Mingarelli (2012)
- Peli, regia Veronica Cruciani (2013)
- Fuck me(n), regia di Carlo Compare (2013) prodotto da Festival Mixitè e Favolafolle; monologo.
- PRiMIDIA – lagenesi, regia Alex Cendron (2013)
- Petites Choses, regia Massimiliano Cividati (2014)
- Guida estrema di puericultura, regia Renato Sarti (2015)
- The Pride, regia di Luca Zingaretti (2015)
- Afterplay, regia di Mattia Berto (2017)
- Vangelo secondo Lorenzo, regia di Leo Muscato (2017)
- Le otto montagne di Paolo Cognetti, regia di Marta M. Marangoni, adattamento di Francesca Sangalli (2018)
- La locandiera di Carlo Goldoni riscritta da Francesco Niccolini, regia Paolo Valerio e Francesco Niccolini (2018)
- Saverio e Chadli vs Mario e Saleh, testo e regia di Saverio La Ruina (2021)
- AQUILE RANDAGIE credere disobbedire resistere di Alex Cendron, regia Massimiliano Cividati (2021)
- Telenovela, regia di Davide Strava, Ruggero Franceschini, Francesca Merli (2022)
- PPP. Profeta Corsaro, regia di Leo Muscato (2022)
- L'arte della commedia, di Eduardo De Filippo, regia Fausto Russo Alesi (2023)
- Repubblica, di Platone, regia Omar Nedjari (2024)
- Cobalto, di Matteo Porru, regia di Francesca Merli (2024)